# 가토 조지
가토 조지(일본어: 加藤 条治, かとう じょうじ, 1985년 2월 6일~)는 일본의 스피드스케이팅 선수이다. 야마가타현 야마가타시 출신이다. 17세 때 주니어 선수로는 500m에서 처음으로 35초 벽을 깨며 34초대에 진입하며 큰 주목을 받기 시작했다. 이후 단거리 전문 선수로 국제무대에서 두각을 나타내어, 2005년 세계 종목별 선수권대회 500m 부문에서 금메달을 획득 하였다. 2005년 11월 19일 미국 솔트레이크시티에서 열린 월드컵 대회 남자 500m에서 같은 나라의 시미즈 히로야스가 4년 넘게 보유하던 세계 기록을 34초 30으로 경신하면서, 2006년 토리노 동계 올림픽의 가장 강력한 우승 후보로 일본의 기대를 한몸에 받았으나 2005년 말부터 슬럼프에 빠져, 동계 올림픽에서 500m 6위로 메달을 획득하지 못했고, 이후 비교적 부진한 상태에 있었다. 그의 세계 신기록도 2007년 3월 9일 대한민국의 이강석에 의해 다시 수립 되었다. 그 후 가토는 다소 회복되어 2009년 11월 월드컵 대회 500m에서 다시 우승하는 등 좋은 성적을 내고 있으며, 2010년 밴쿠버 동계 올림픽 남자 500m에서 동메달을 받았다.

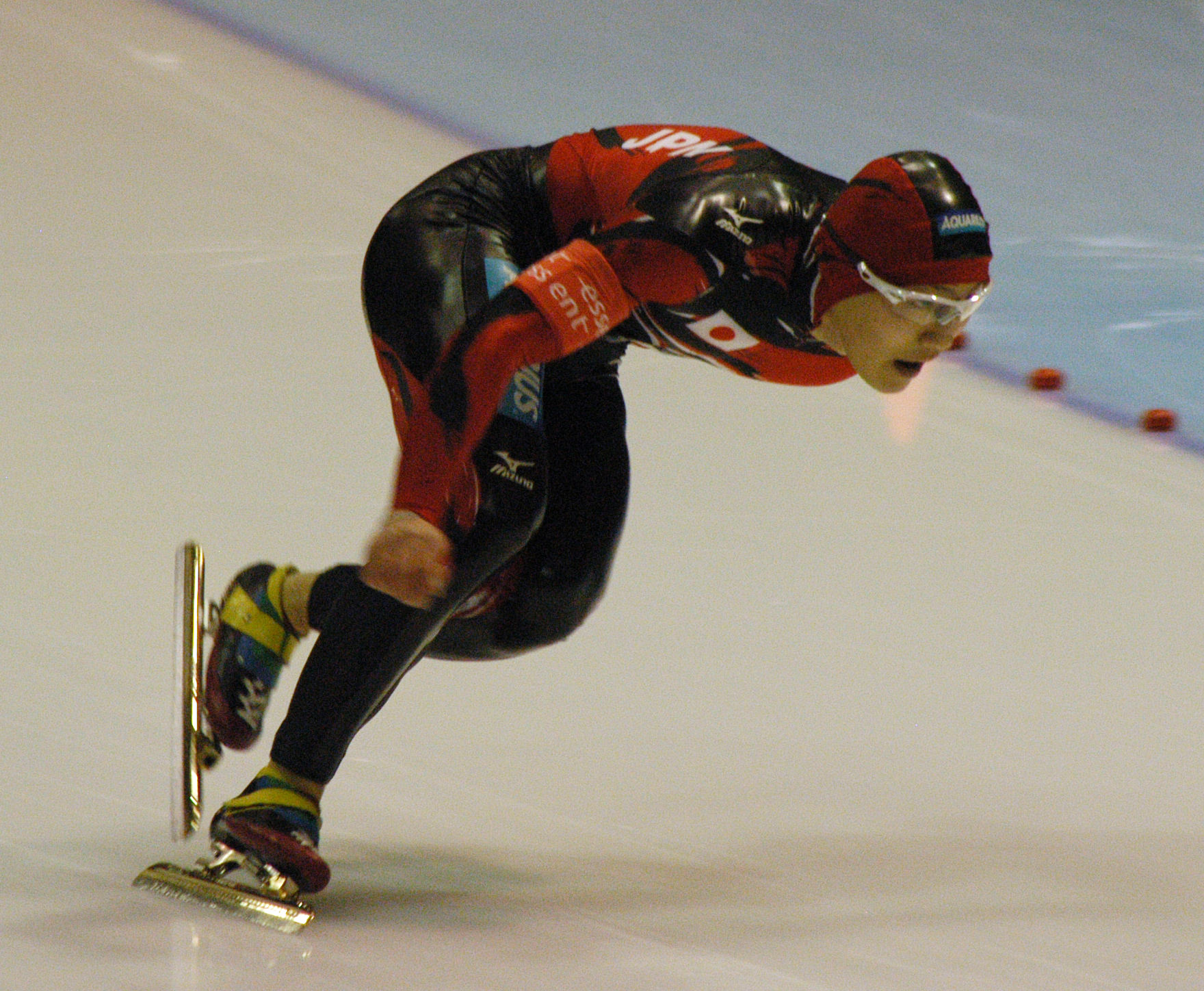
2008년 헤이렌베인 월드컵에서의 가토 조지의 경기 모습